# Paul Andersson i Sanne
Paul Andersson (i riksdagen kallad Andersson i Sanne), född 14 februari 1819 i Hackås socken, död där 1 mars 1881, var en svensk hemmansägare,  länsman och riksdagsman i bondeståndet.
Paul Andersson var hemmansägare och vice länsman, sedermera kronolänsman, i Hackås distrikt. Han företrädde Bergs, Ovikens, Undersåkers, Hallens och Sunne tingslag av Jämtlands län vid riksdagarna 1859–1860 och 1862–1863.
Vid 1859–1860 års riksdag var Andersson suppleant i lagutskottet, ledamot i bondeståndets enskilda besvärsutskott och i opinionsnämnden samt statsrevisorssuppleant, suppleant i förstärkta konstitutionsutskottet och i förstärkta bevillningsutskottet. Under sin nästa riksdag 1862–1863 var han elektor för bondeståndets utskottsval, ledamot i lagutskottet, deputerad att övervara invigningen av västra stambanan, fullmäktig i riksbanken samt ledamot i förstärkta statsutskottet.